# Liste des membres de l'Assemblée de Martinique
Les membres de l'Assemblée de Martinique sont des conseillers qui sont élus dans le cadre des élections territoriales pour siéger à l'Assemblée de Martinique. Cette assemblée succède à partir de la mise en place en 2015 de la collectivité territoriale unique au Conseil régional et au  Conseil général. Leur nombre et le mode scrutin est fixé par le code électoral, la Martinique compte 51 membres de l'assemblée.

## Mandature 2015-2021
| Section        | Groupe                                | Nom                        | Parti | Parti  |
| -------------- | ------------------------------------- | -------------------------- | ----- | ------ |
| Centre         | Gran Sanblé pou ba péyi-a an chans    | Richard Barthélery         |       | MIM    |
| Centre         | Gran Sanblé pou ba péyi-a an chans    | Christiane Bauras          |       | RDM    |
| Centre         | Gran Sanblé pou ba péyi-a an chans    | Belfort Birota             |       | RDM    |
| Centre         | Gran Sanblé pou ba péyi-a an chans    | Francine Carius            |       | MIM    |
| Centre         | Gran Sanblé pou ba péyi-a an chans    | Gilbert Couturier          |       | DVG    |
| Centre         | Gran Sanblé pou ba péyi-a an chans    | Karine Mousseau            |       | LR     |
| Centre         | Gran Sanblé pou ba péyi-a an chans    | Louise Telle               |       | MIM    |
| Centre         | Ensemble pour une Martinique nouvelle | Claude Bellune             |       | DVG    |
| Centre         | Ensemble pour une Martinique nouvelle | Patricia Telle             |       | FSM    |
| Centre         | Ensemble pour une Martinique nouvelle | Marie-Frantz Tinot         |       | MPF    |
| Centre         | Ensemble pour une Martinique nouvelle | David Zobda                |       | BPM    |
| Nord           | Gran Sanblé pou ba péyi-a an chans    | Claude Lise                |       | RDM    |
| Nord           | Gran Sanblé pou ba péyi-a an chans    | Yan Monplaisir             |       | LR     |
| Nord           | Gran Sanblé pou ba péyi-a an chans    | Joachim Bouquety           |       | RDM    |
| Nord           | Gran Sanblé pou ba péyi-a an chans    | Nadia Limier               |       | MIM    |
| Nord           | Gran Sanblé pou ba péyi-a an chans    | Raphaël Martine            |       | RDM    |
| Nord           | Gran Sanblé pou ba péyi-a an chans    | Diane Montrose             |       | LR     |
| Nord           | Gran Sanblé pou ba péyi-a an chans    | Lucien Rangon              |       | DVG    |
| Nord           | Gran Sanblé pou ba péyi-a an chans    | Nadine Renard              |       | DVG    |
| Nord           | Gran Sanblé pou ba péyi-a an chans    | Sandrine Saint-Aimé        |       | MIM    |
| Nord           | Ensemble pour une Martinique nouvelle | Fred Lordinot              |       | PPM    |
| Nord           | Ensemble pour une Martinique nouvelle | Kora Bernabé               |       | DVG    |
| Nord           | Ensemble pour une Martinique nouvelle | Marie-Thérèse Casimirius   |       | PPM    |
| Nord           | Ensemble pour une Martinique nouvelle | Félix Catherine            |       | VAS    |
| Nord           | Ensemble pour une Martinique nouvelle | Jenny Dulys-Petit          |       | LREM   |
| Nord           | Ensemble pour une Martinique nouvelle | Justin Pamphile            |       | DVG    |
| Fort-de-France | Gran Sanblé pou ba péyi-a an chans    | Marie-France Toul          |       | RDM    |
| Fort-de-France | Gran Sanblé pou ba péyi-a an chans    | Michel Branchi             |       | PCM    |
| Fort-de-France | Gran Sanblé pou ba péyi-a an chans    | Clément Charpentier-Tity   |       | Palima |
| Fort-de-France | Gran Sanblé pou ba péyi-a an chans    | Christiane Emmanuel-Zéline |       | DVG    |
| Fort-de-France | Gran Sanblé pou ba péyi-a an chans    | Marie Line Lesdema         |       | MIM    |
| Fort-de-France | Ensemble pour une Martinique nouvelle | Catherine Conconne         |       | DVG    |
| Fort-de-France | Ensemble pour une Martinique nouvelle | Jean-Claude Duverger       |       | PPM    |
| Fort-de-France | Ensemble pour une Martinique nouvelle | Johnny Hajjar              |       | PPM    |
| Fort-de-France | Ensemble pour une Martinique nouvelle | Michelle Monrose           |       | PPM    |
| Fort-de-France | Ensemble pour une Martinique nouvelle | Daniel Robin               |       | PPM    |
| Sud            | Gran Sanblé pou ba péyi-a an chans    | Jean-Philippe Nilor        |       | Péyi-A |
| Sud            | Gran Sanblé pou ba péyi-a an chans    | Lucien Adenet              |       | MIM    |
| Sud            | Gran Sanblé pou ba péyi-a an chans    | Michelle Bonnaire          |       | DVG    |
| Sud            | Gran Sanblé pou ba péyi-a an chans    | Manuella Clem-Bertholo     |       | DVG    |
| Sud            | Gran Sanblé pou ba péyi-a an chans    | Georges Cléon              |       | DVG    |
| Sud            | Gran Sanblé pou ba péyi-a an chans    | Charles Joseph-Angélique   |       | DVG    |
| Sud            | Gran Sanblé pou ba péyi-a an chans    | Eugène Larcher             |       | RDM    |
| Sud            | Gran Sanblé pou ba péyi-a an chans    | Denis Louis-Régis          |       | DVG    |
| Sud            | Gran Sanblé pou ba péyi-a an chans    | Marius Narcissot           |       | MIM    |
| Sud            | Gran Sanblé pou ba péyi-a an chans    | Stéphanie Norca            |       | MIM    |
| Sud            | Gran Sanblé pou ba péyi-a an chans    | Josiane Pinville           |       | DVG    |
| Sud            | Gran Sanblé pou ba péyi-a an chans    | Maryse Plantin             |       | DVG    |
| Sud            | Ensemble pour une Martinique nouvelle | Lucie Lebrave              |       | DVG    |
| Sud            | Ensemble pour une Martinique nouvelle | Charles-André Mencé        |       | DVG    |
| Sud            | Ensemble pour une Martinique nouvelle | Sandra Valentin            |       | DVG    |